# Beaudry (métro de Montréal)
Pour les articles homonymes, voir Beaudry.
Beaudry est une station de la ligne verte du métro de Montréal. Elle est située 1255, rue Sainte-Catherine E. dans le quartier Centre-Sud, dans l'arrondissement Ville-Marie à Montréal dans la province de Québec, au Canada. Elle dessert notamment le Village gai de la ville.
Mise en service en 1966, elle est desservie par les rames de la ligne verte.

## Situation sur le réseau

Plan du métro (2021).

Établie en souterrain, la station Beaudry est située sur la ligne verte du Métro de Montréal, entre la station Berri-UQAM, en direction de la station terminus nord Angrignon, et la station Papineau, en direction de la station terminus sud Honoré-Beaugrand.
Elle dispose des deux voies de la ligne, encadrées par deux quais latéraux.

## Histoire
Lors de la construction de la ligne verte, il n'est pas prévu de station à cet emplacement où se situe un long tunnel en pente pour permettre l'évacuation de la « terre excavée » de la ligne par des camions. Néanmoins, il est finalement décidé de créer la station Amherst à cet endroit du fait d'un espacement trop important entre les stations Berri-de Montigny et Papineau. Elle fut renommer Beaudry peu avant son inauguration en référence à la rue Beaudry, qui a pour origine le nom de Pierre Beaudry, savonnier et propriétaire du terrain traversé par cette voie.
La station Beaudry est ouverte le 21 décembre 1966, un peu plus de deux mois après la mise en service de la ligne. Cette station de forme particulière possède un couloir en pente d'environ cent mètres de long. La station Beaudry possède les seuls tapis roulants du réseau pour relier la mezzanine qui se trouve au niveau de la rue Sainte-Catherine en passant sous la rue Beaudry et les quais qui eux se trouvent sous la rue de Maisonneuve, ce qui complique l'installation d'ascenseurs.
En octobre 2018, la station est fermée pour huit mois de travaux d'un coût d'environ 23 millions de dollars. Ce chantier, rendu nécessaire par les dégâts causés par des infiltrations d'eau, consiste en « travaux de réfection en architecture (finis muraux et escaliers), structure, mécanique du bâtiment, électricité incluant l'éclairage et la signalétique ».

## Services aux voyageurs

### Accès et accueil
La station Beaudry n'a qu'un seul accès situé dans un édicule au 1255, rue Sainte-Catherine Est à l'intersection avec la rue Beaudry.

### Desserte
Beaudry est desservie par les rames circulant sur la ligne verte : de 5h44 à 00h52 en semaine, y compris les dimanches, et de 5h44 à 01h22 les samedis. Les rames sont espacées : de 3 à 5 minutes aux heures de pointe et de 4 à 10 minutes les autres heures ; les week-ends la fréquence est d'une rame toutes les 6 ou 12 minutes.

Installations et desserte
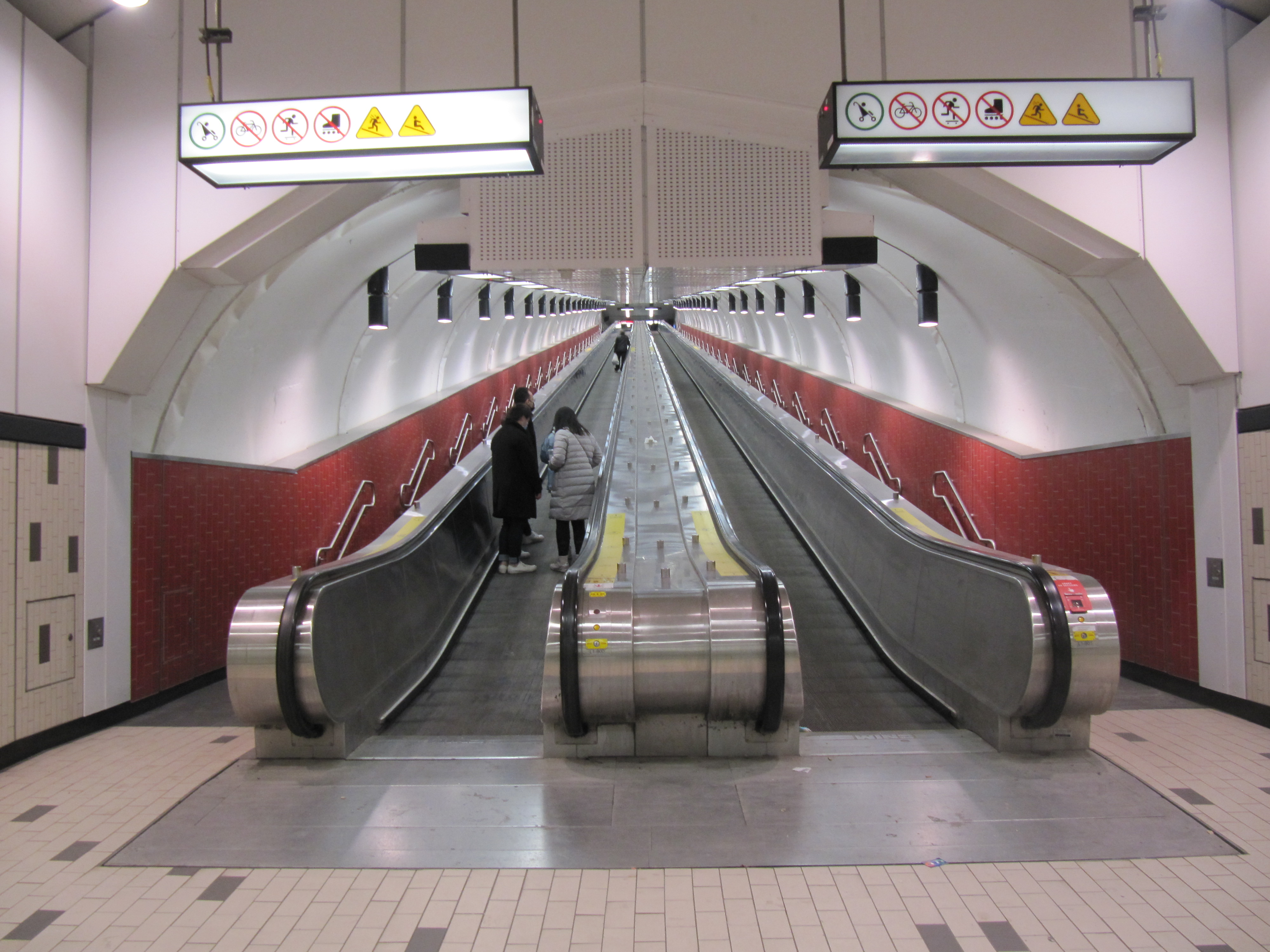
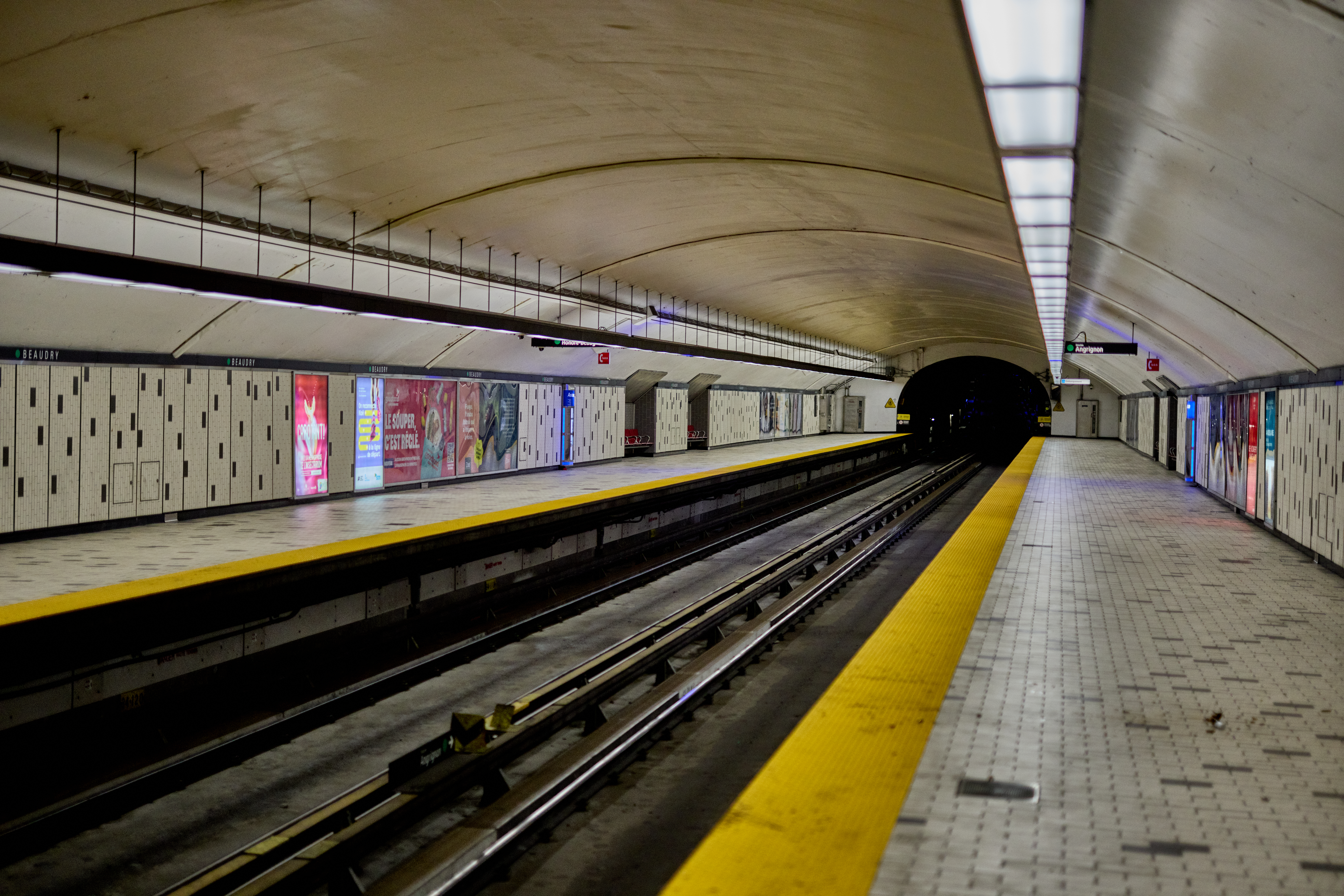
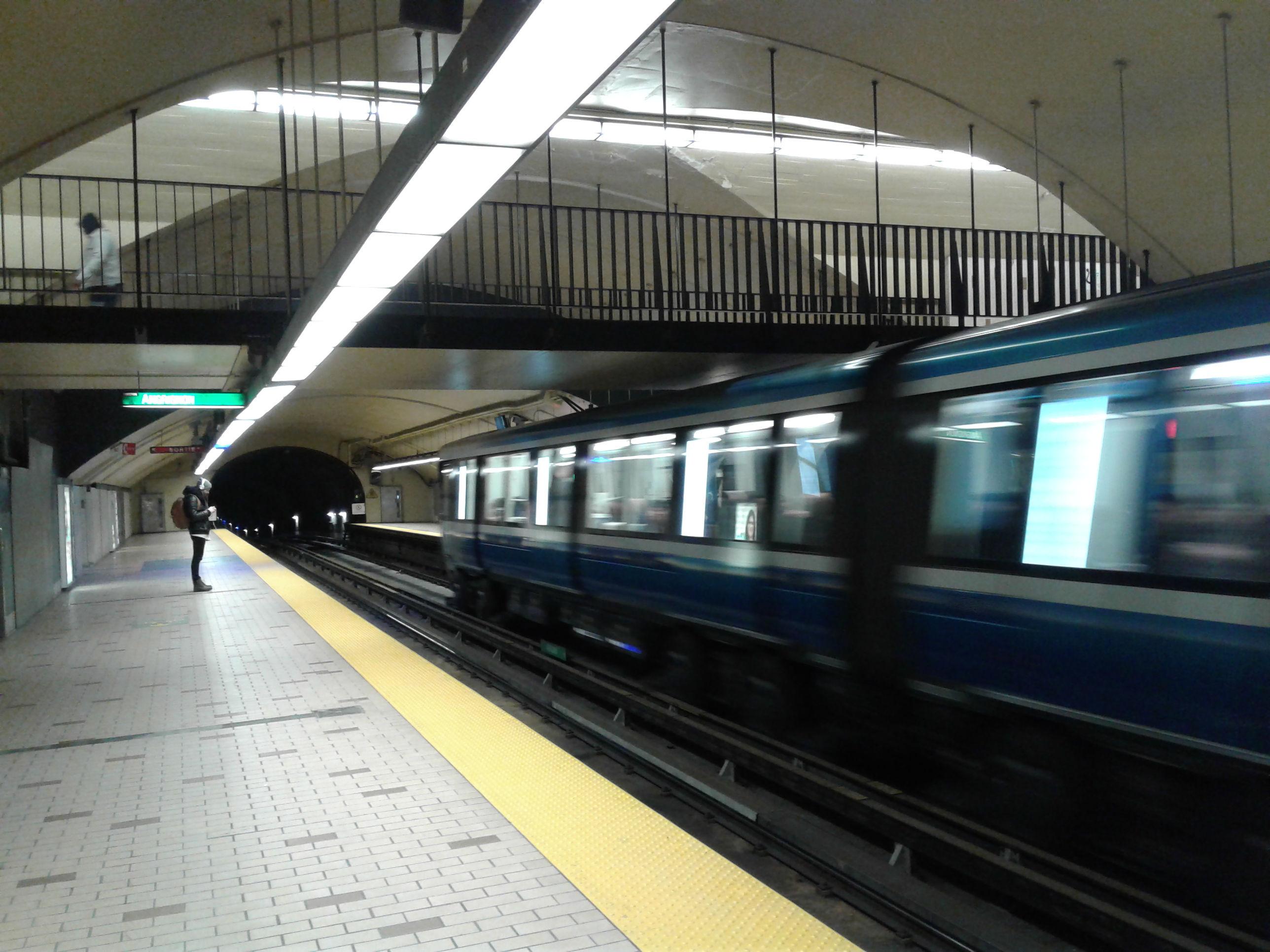

### Intermodalité
La station dispose d'arrêts de bus situés à proximité. Ils sont desservis par les lignes : 14, 125 et 150 du service de jour ; 350, 355, 358, 360 et 364 du service de nuit; 410, 430 et 445 du service express ; ainsi que la navette 747 YUL Aéroport / Centre-Ville. Les arrêts sont situés sur les rues proches de la station (voir plan).
Depuis le 26 août 2024, la ligne 15 Sainte-Catherine est abolie et ne dessert plus cette station dans le cadre de la refonte du réseau de bus de la STM. Pour les alternatives, la fréquence des bus de la ligne 150 René-Lévesque sera bonifiée.

## À proximité
- Maison de Radio-Canada
- Hôpital Notre-Dame (Montréal)
- Village gai (Montréal)
- Marché Saint-Jacques
- Écomusée du fier monde

## Art dans la station
Desservant le Village, quartier gai de Montréal depuis le début des années 1980, l'édicule de la station 
dispose en extérieur d'une œuvre de Jacques Thibault : tubes arc-en-ciel (1999), composée de six mâts d'aluminium aux couleurs du drapeau arc-en-ciel en « hommage à la communauté lesbienne, gaie, bisexuelle et transgenre (LGBT) riveraine »,.

Œuvre de Jacques Thibault
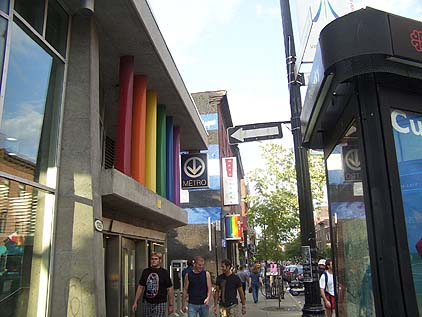
2006.
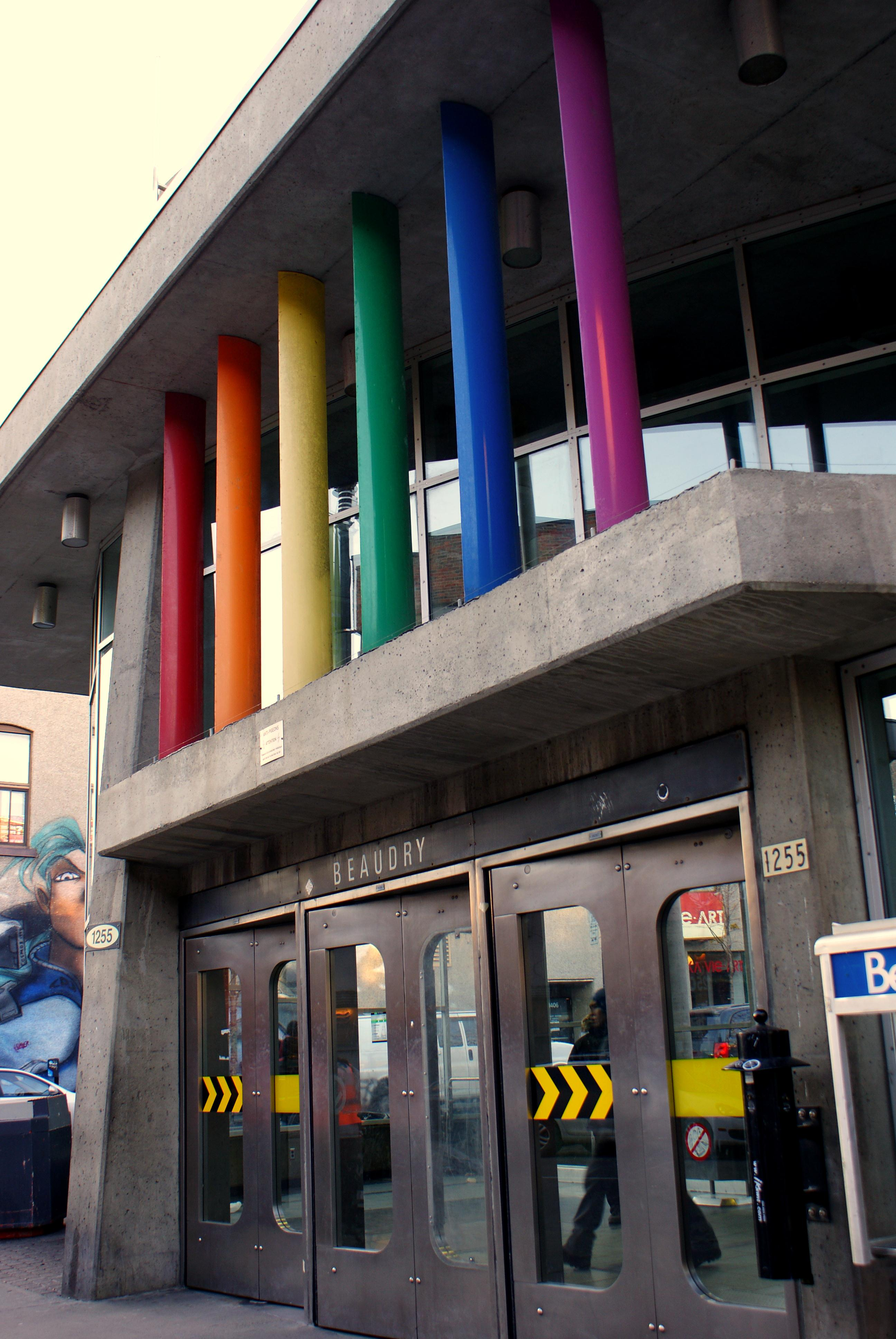
1999.
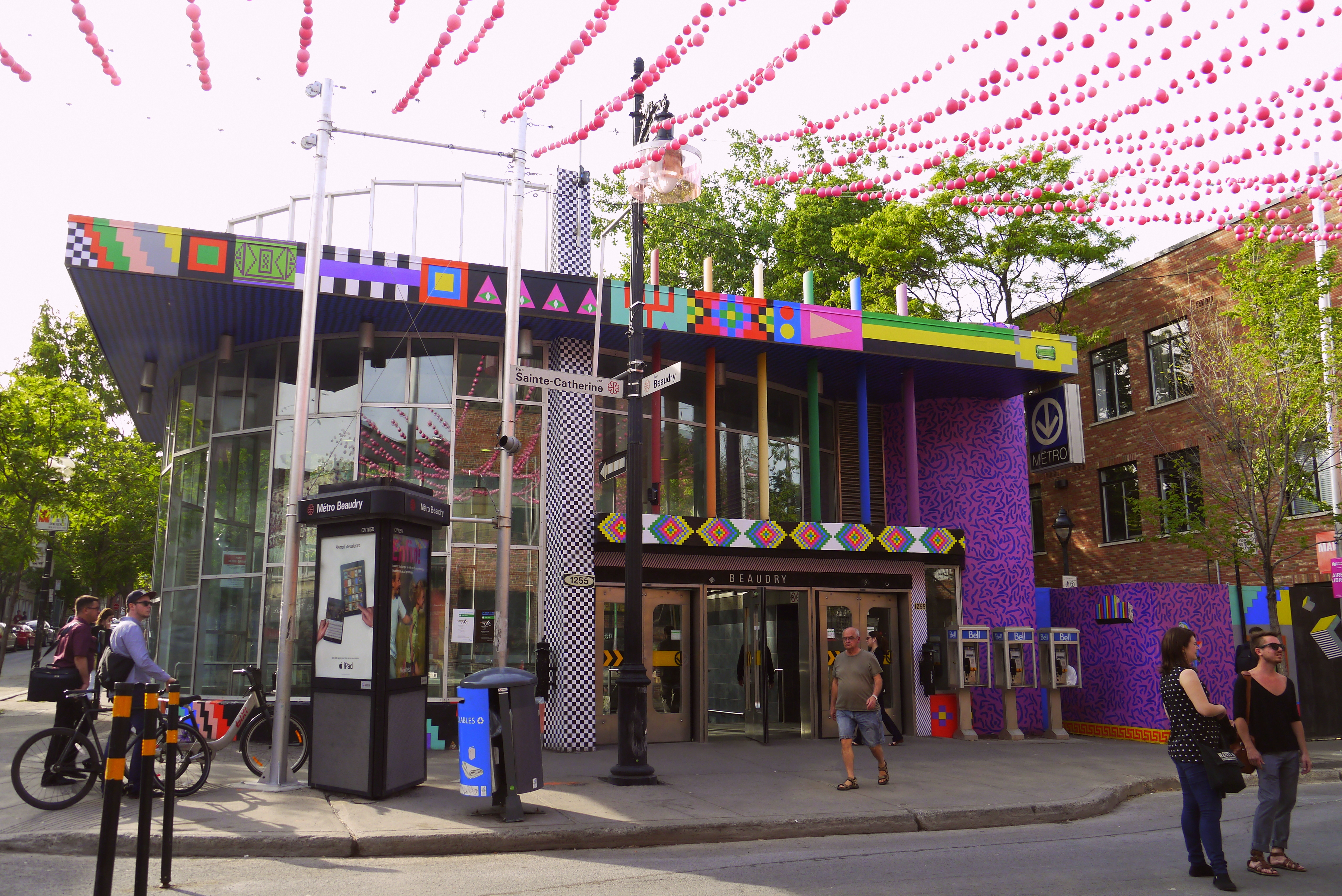
2013.